# RELOADED

Header from an ASCII art RELOADED .nfo by nerv of Superior Art Creations

Reloaded（又称RELOADED或RLD）是一个在2004年6月据称由DEViANCE的前成员创立的破解组。RELOADED破解了一些受StarForce和他光盘防拷保护的游戏。通常在游戏上市的当天就能破解并且发布或者在零售版发布日之前将其破解并发布，例如在孢子发布前4天将其发布并破解。但并非所有游戏都可以在正式发布之前被RELOADED破解并发布。

## 历史
在2004年6月，RELOADED发布了第一个作品分裂细胞3：混沌理论，这个破解版本是在正式版可用424天后发布的。在2010年2月27日，RELOADED发布了战地：叛逆连队2的破解版本（提前于正式版3天），但有玩家报告游戏控制中存在问题。
RELOADED曾经在2次重大的扫荡中生存下来，第一次行动是FBI以代号为“Operation Site down”进行的扫荡。扫荡中有2个游戏破解组织被迫解散，分别是HOODLUM和VENGEANCE。在这以后，RELOADED几乎没有了竞争对手。第二次是GVU策划的。有传言说RELOADED的老大被捕了，但是消息没有被确认，GVU也没发布任何声明。在此期间RELOADED换了一个名字继续发布游戏破解。